# Fronteira Argentina–Brasil
A fronteira entre Argentina e Brasil é a linha que limita os territórios da República Argentina e da República Federativa do Brasil. Iniciando-se nas cataratas do Iguaçu, segue os percursos do rio Iguaçu, do rio Santo Antônio, do rio Peperi-Guaçu e do rio Uruguai até à foz do rio Quaraí.

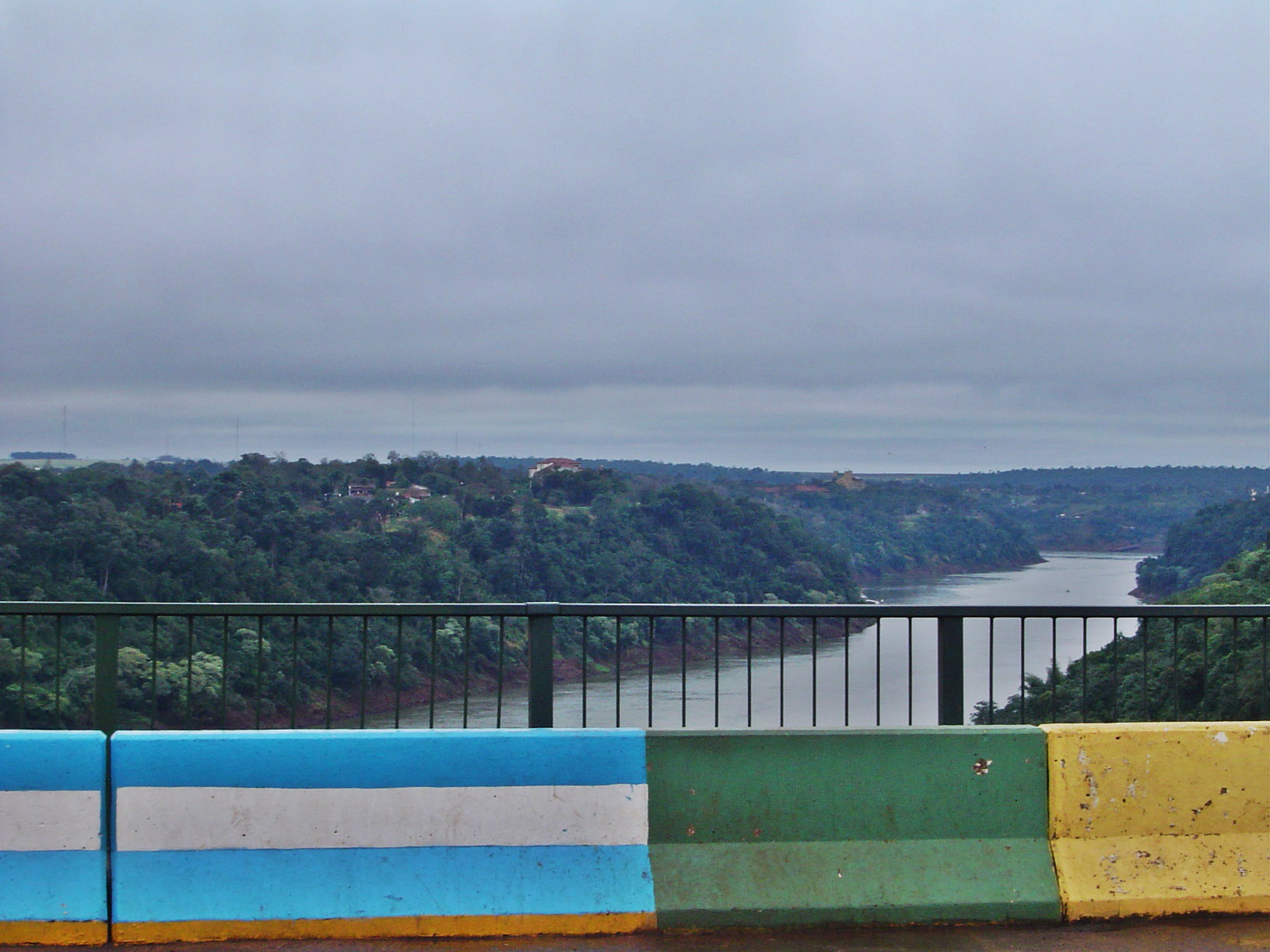
Ponte sobre a fronteira, entre Puerto Iguazú (Argentina) e Foz do Iguaçu (Brasil).

Encontra-se delimitada pelo Tratado de 1898 (que tem por base um Laudo Arbitral de 1895), exarado pelo presidente norte americano Grover Cleveland, e está perfeitamente demarcada. Os trabalhos de  caracterização estão a cargo da denominada "Comissão Mista de Inspeção dos Marcos da Fronteira Brasil-Argentina" (criada em 1970), que já implantou 310 marcos de fronteira.
Sua extensão total é de 1236,2 quilômetros por rios e apenas 25,1 quilômetros por divisória de águas.